# Noah Segan

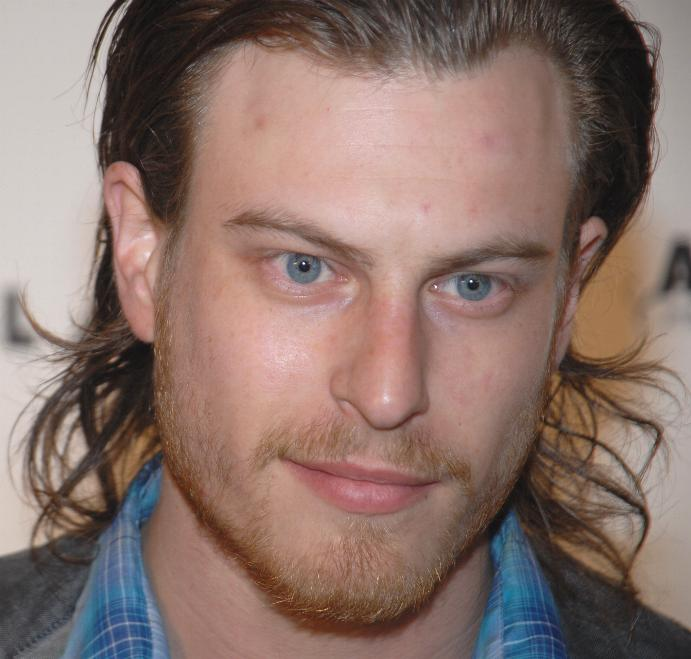
Noah Segan im Dezember 2007

Noah Gideon Segan (* 5. Oktober 1983 in New York City, New York) ist ein US-amerikanischer Schauspieler.

## Leben
Noah Segan erlangte vor allem durch seine Rollen in Brick und Looper Bekanntheit und wurde für seine Darstellung in Deadgirl ausgezeichnet. Er spielte aber auch in Filmen wie Adam & Steve, The Visitation und What We Do Is Secret mit und hatte Gastauftritte in Dr. House und Dawson’s Creek. Im Jahr 2007 trat er in dem Musikvideo The One der Foo Fighters auf. Ein Jahr später folgte eine kleine Rolle in Brothers Bloom des Regisseurs Rian Johnson, der ihn auch als Nebendarsteller in Looper engagierte. Segan war auch in späteren Filmen des Regisseurs zu sehen. 2012 trat er im Musikvideo zu Skylar Grey und Eminems Song C’mon Let Me Ride auf und war außerdem an der Regie weiterer Musikvideos beteiligt.
Noah Segan ist Enkel des Fotografen Arthur Rothstein und Neffe des Musikers Rob Stoner.
Er spielt gern Gitarre und hat einen Hund namens Shelley Duvall. Sein Lieblingsschauspieler ist Warren Oates.

## Filmografie (Auswahl)

### Filme
- 2005: Brick
- 2005: Adam & Steve
- 2005: Waterborne
- 2006: The Visitation
- 2007: The Picture of Dorian Gray
- 2007: What We Do Is Secret
- 2008: Brothers Bloom
- 2008: Deadgirl
- 2009: Fanboys
- 2009: Cabin Fever 2: Spring Fever
- 2009: Chain Letter
- 2010: All About Evil
- 2012: Looper
- 2012: The Frozen
- 2014: Starry Eyes
- 2015: Django Lives!
- 2015: The Mind’s Eye
- 2016: Chuck Hank and the San Diego Twist
- 2017: Star Wars: Die letzten Jedi (Star Wars: The Last Jedi)
- 2019: Knives Out – Mord ist Familiensache (Knives Out)
- 2022: Glass Onion: A Knives Out Mystery

### Serien
- 1995: Eine schrecklich nette Familie (Married… with Children, Folge 9x28)
- 1996–2000: KaBlam! (Sprechrolle)
- 2003: Navy CIS (Folge 1x13 Todesschüsse)
- 2003: Dawson’s Creek (Folge 6x15 Eingesperrt)
- 2007: Days Of Our Lives
- 2010: Dr. House (Folge 6x18 In Not ist dieser Rittersmann)
- 2013: Breaking Bad (Folge 5x14 Ozymandias)
- 2017: Dimension 404 (Folge 1x06 Impulse)
- 2018: Chicago Fire (Folge 6x12 Im Fokus)

## Deutsche Synchronisationen
Noah Segan hat keinen festen deutschen Synchronsprecher. In Brick leiht ihm der Sprecher Matthias Deutelmoser seine Stimme und in The Visitation wird er von Heiko Obermöller gesprochen. Christoph Banken synchronisiert Noah Segan als Adrian in All About Evil und im Film Chain Letter wird er von Isaak Dentler toniert. In Noah Segans Gastrolle bei Navy CIS war Stephan Ernst als Synchronsprecher tätig.